# Condado de Pictou
O Condado de Pictou é um dos 18 condados da província canadense de Nova Escócia. A população do condado é de cerca de 43,748 habitantes e a área territorial é de 2,846.28 quilômetros quadrados.